# Западно-апачский язык
Западный апаче — язык южно-атабаскской группы. Распространён у западных апачей, проживающих в основном в штате Аризона.

## География
Распространён на западе США, штат Аризона. Относится к Северо-Американскому языковому ареалу. Находится в близком родстве с другими южными атабаскскими языками, такими как навахо, чирикауа, мескалеро, липан, равнинным апаче и хикарилья.

## Социолингвистика
Число носителей западного апаче в разных источниках колеблется от 12 до 20 тыс. чел. Язык постепенно вымирает, далеко не все родители-носители учат ему своих детей.

### Диалекты
По мнению Гудвина (Goodwin, 1938) западный апаче можно разделить на 5 диалектов:
- сибекве (Cibecue),
- северный тонто,
- южный тонто,
- апаче из Сан-Карлоса
- апаче Белых Гор.

По мнению других исследователей, существует только четыре диалекта:
- сибекве (Dishchíí Bikoh - ‘People of the Red Canyon’),
- тонто (Dilzhé`e),
- апаче Сан-Карлоса (Tsékʼáádn),
- апаче Белых Гор (Dzil Łigai Si'án Ndee - ‘People of the White Mountains’).

## Типология
В настоящее время литературы по западно-апачскому языку очень мало в открытом доступе, но можно считать, что для него характерны типологические характеристики всей атабаскской подсемьи.

### Тип выражения грамматических значений
Язык полисинтетический, с инкорпорацией.

### Характер границ между морфемами
Агглютинативный язык.

### Тип маркирования

#### Вершинное маркирование именной группы.
John      bi-gósé
Джон     его-собака

### Тип ролевой кодировки
В атабаскских языках ролевая кодировка аккузативная.

## Фонология

### Вокализм
|             | Неназализованные | Неназализованные | Неназализованные | Неназализованные | Назализованные | Назализованные | Назализованные | Назализованные |
| ----------- | ---------------- | ---------------- | ---------------- | ---------------- | -------------- | -------------- | -------------- | -------------- |
| Низкий тон  | a                | e                | i                | o (u)            | ą              | ę              | į              | ǫ (ų)          |
| Низкий тон  | [à]              | [è]              | [ì]              | [ò] ([ù])        | [ˋã]           | [ˋẽ]           | [ˋĩ]           | [ˋõ] ([ˋũ])    |
| Верхний тон | á                | é                | í                | ó ([ú])          | ˊą             | ˊę             | ˊį             | ˊǫ ([ˊų])      |
| Верхний тон | á                | é                | í                | ó ([ú])          | [ˊã]           | [ˊẽ]           | [ˊĩ]           | [ˊõ] ([ˊũ])    |

В западно-апачском языке 4 гласных:
- a - ср. англ. father;
- e - ср. англ. red;
- i - ср. англ. police;
- o - ср. англ. go (иногда - как u в англ. to).

Гласные могут быть короткими или длинными, в случае длинных их обозначают двойной фонемой (напр., aa, ee и т.д.); каждый гласный звук может быть назализованным. Также различается два тона; высокий тон обозначается над гласным (á и так далее).

### Консонантизм
| b   | c   | d   | f   | g   | gh  | h   | j   | k   | l   | ł   | m   |
| [b] | [k] | [d] | [f] | [g] | [ɣ] | [h] | [ ] | [k] | [l] | [ɬ] | [m] |
| n   | p   | q   | r   | s   | t   | v   | w   | x   | y   | z   | '   |
| [n] | [p] | [k] | [r] | [s] | [t] | [v] | [w] | [z] | [j] | [z] | [ʔ] |

Количество согласных - приблизительно 31. Присутствует гортанная смычка, обозначаемая символом ' , которая встречается перед и после любой из гласных, а также некоторых согласных (k’, t’, ch’, tl’, ts’). Также присутствуют фонемы, представленные кластером согласных, а именно:
- dl - ср. англ. “paddling”;
- dz - ср. англ. “adds”;
- hw - ср. англ. “what”;
- kw - ср. англ.  “quick”;
- tl* - ср. англ. “Tlingit”;
- ts - ср. англ. “pots”;
- zh - ср. англ. “azure”.